# A román nyelv írása
Ez a szócikk a román nyelv írásának történetével, a mai román írásrendszerrel, az írásjelek hangtani értékével, valamint a román helyesírással foglalkozik.

## Történeti áttekintés
Románul viszonylag későn kezdtek írní, a 16. században, jellegzetes történelmi és kulturális körülmények miatt, melyek fejlődése a cirill ábécéről a latin ábécére való áttérést váltotta ki.
Van olyan nem bizonyított feltevés, amely szerint a román nyelvet eleinte latin ábécével írták. Ezt először Dimitrie Cantemir állította a 18. században, és mások is átvették a 19. században.
Valójában a legrégibb fennmaradt román nyelvű dokumentumokat a 16. században cirill ábécével írták, mivel már a 10. század óta ez volt az ortodox egyház által és a közigazgatásban használt óegyházi szláv nyelv írása. Az első fennmaradt írott emlék Neacșu levele volt, melyet 1521-ben írt Johannes Benkner brassói városbírónak, hogy értesítse a törökök készületeiről egy meglepetésszerű támadásra Erdély és Havasalföld ellen. Ez az ábécé az alábbi:
|    | Betű | Elnevezés         | Számérték | IPA átírás  | Mai megfelelő |
| -- | ---- | ----------------- | --------- | ----------- | ------------- |
| 1  | A а  | az                | 1         | [a]         | a             |
| 2  | Б Б  | buche             |           | [b]         | b             |
| 3  | В в  | vede              | 2         | [v]         | v             |
| 4  | Г г  | glagoli           | 3         | [ɡ]         | g, gh         |
| 5  | Д д  | dobru             | 4         | [d]         | d             |
| 6  | Є є  | iest              | 5         | [e]         | e             |
| 7  | Ж ж  | jivete            |           | [ʒ]         | j             |
| 8  | Ѕ ѕ  | dzelo / dzialu    | 6         | [d͡z]        |               |
| 9  | З з  | zemlia            | 7         | [z]         | z             |
| 10 | И и  | ije               | 8         | [i]         | i             |
| 11 | І і  | i                 | 10        | [i]         | i             |
| 12 | К к  | caco              | 20        | [k]         | c, ch         |
| 13 | Л л  | liudie / lude     | 30        | [l]         | l             |
| 14 | М м  | mislite / mislete | 40        | [m]         | m             |
| 15 | N ɴ  | naș               | 50        | [n]         | n             |
| 16 | О o  | on                | 70        | [o]         | o             |
| 17 | П п  | pocoi             | 80        | [p]         | p             |
| 18 | Р р  | riți / râță       | 100       | [r]         | r             |
| 19 | С с  | slovo / slovă     | 200       | [s]         | s             |
| 20 | Т т  | tvirdo / ferdu    | 300       | [t]         | t             |
| 21 | Ѹ ѹ  | ucu               | 400       | [u]         | u             |
| 22 | У ȣ  | u                 |           | [u]         | u             |
| 23 | Ф ф  | fârtă             | 500       | [f]         | f             |
| 24 | Х х  | heru              | 600       | [h]         | h             |
| 25 | Ѡ ѡ  | ot                | 800       | [o]         | o             |
| 26 | Щ щ  | ști / ște         |           | [ʃt]        | șt            |
| 27 | Ц ц  | ți                | 900       | [t͡s]        | ț             |
| 28 | Ч ч  | cervu             | 90        | [t͡ʃ]        | c             |
| 29 | Ш ш  | șa                |           | [ʃ]         | ș             |
| 30 | Ъ ъ  | ieru              |           | [ə] [ʷ]     | ă nulla       |
| 31 | Ы ы  | ieri              |           | [ɨ] [ʲ] [ʷ] | â, î i nulla  |
| 32 | Ь ь  | ier               |           | [ə] [ʲ] [ʷ] | ă i nulla     |
| 33 | Ѣ ѣ  | eti               |           | [e̯a]        | ea            |
| 34 | Ю ю  | iu                |           | [ju]        | iu            |
| 35 | Ѩ ѩ  | iaco              |           | [ja]        | ia            |
| 36 | Ѥ ѥ  | ie                |           | [je]        | ie            |
| 37 | Ѧ ѧ  | ia                |           | [ja] [e̯a]   | ia ea         |
| 38 | Ѫ ѫ  | ius               |           | [ɨ]         | â, î          |
| 39 | Ѯ ѯ  | csi               | 60        | [ks]        | x             |
| 40 | Ѱ ѱ  | psi               | 700       | [ps]        | ps            |
| 41 | Ѳ ѳ  | fita              | 9         | [θ], [ft]   |               |
| 42 | Ѵ ѵ  | ipsilon [ ijiță   | 400       | [i] [u]     | i u           |
| 43 | ↑ ↑  | în                |           | [ɨn], [ɨm]  | în, îm        |
| 44 | Џ џ  | gea               |           | [d͡ʒ]        | g             |

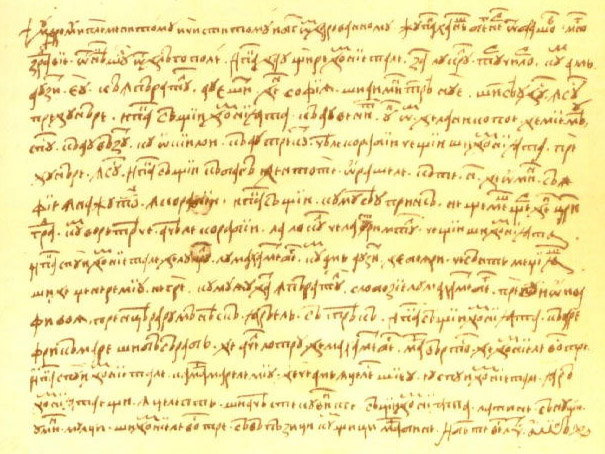
Neacșu levele (1521)

Az egyedüli diakritikus jel a félkör (˘) volt, mely az и, i,  ȣ és ѡ félhangzó megfelelőit jelezte.

Miatyánk románul, cirill ábécével (1850 körül)

A 16. századtól kezdve elszórtan már előfordult a latin ábécé használata is. Az első, egy magyarból lefordított és magyar írással írt, 1570–1573 évekre datált református énekeskönyv. A második a Miatyánk, melyet egy Luca Stroici nevű moldvai bojár lengyel írással jegyzett le, és egy lengyel tudós közölt 1594-ben.
A 18. század második felében az erdélyi iskola a román nyelv latin eredete hangoztatásával együtt szorgalmazta a latin ábécé bevezetését. Egyik képviselője, Samuel Micu Klein javasolta az első latin írásra vonatkozó szabályokat 1779-ben. 1819-ben Petru Maior, az erdélyi iskola egy másik tagja részletes javaslatokat közölt erre az írásra, majd 1825-ben kollektív munkaként megjelent egy román–latin–magyar–német szótár, mely az 1819-es munkát is magába foglalta. Az előszóban és magában a szótárban a román szöveg párhuzamosan jelent meg latin és cirill ábécével. A javasolt helyesírás az etimológiai elven alapult. A következőkben több más etimológiai elvű helyesírási javaslat is megjelent.
1797 és 1828 között a cirill ábécé több egyszerűsítésen ment keresztül. Ion Heliade-Rădulescu javaslatára, 1830 és 1860 között egy úgynevezett átmeneti ábécét használtak, amelyben vegyesen voltak cirill és latin betűk. Ugyanakkor I. H. Rădulescu a fonemikus elven alapuló helyesírást szorgalmazott.
Az átmeneti ábécé az alábbi:
| Betűk           | A a | Б Б | В в | G g   | D d | E e | Ж ж | Ḑ ḑ | Z z | I i | Ĭ ĭ | K k   | Л л | M m | N n | O o | П п | Р р | S s | T t | У ȣ | F f | Х х | Ц ц | Ч ч | Щ щ | Ш ш | Ъ ъ | Î î | Џ џ |
| Mai megfelelőik | a   | b   | v   | g, gh | d   | e   | j   | z   | z   | i   | i   | c, ch | l   | m   | n   | o   | p   | r   | s   | t   | u   | f   | h   | ț   | c   | ș   | șt  | ă   | î   | g   |

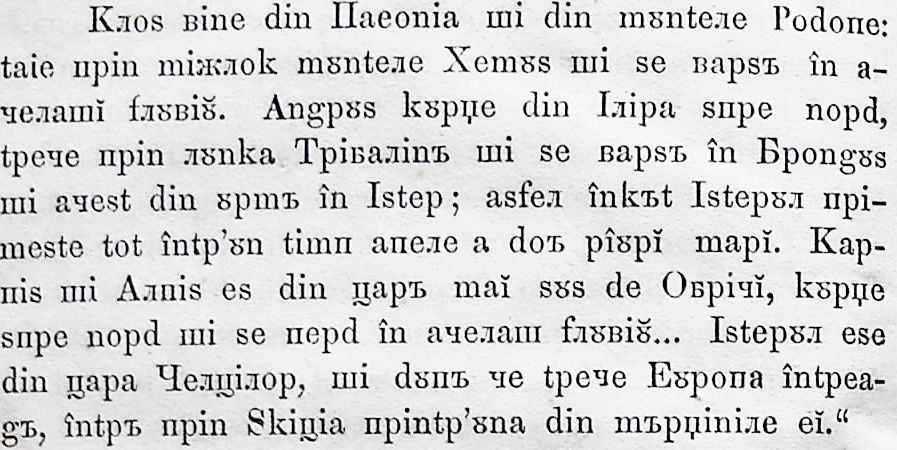
Cirill–latin átmeneti ábécével írt szöveg: részlet Dimitrie Bolintineanu, Călătorii pe Dunăre și în Bulgaria (Utazások a Dunán és Bulgáriában) (1858) című könyvéből

1860-ban végül áttértek a latin írásra, melyet az etimológiai elv szerint alkalmaztak. Ennek kiemelkedő példája August Treboniu Laurian  és Ioan C. Massim  1871-ben kiadott szótára. Szócikk-példa ebből:
| Eredeti szöveg | Mai átírás | Fordítás |
| --- | --- | --- |
| BAIATELLU, s. m., deminutivu d’in baiatu, 1. in intellessu propriu: are unu baiatellu formosu ca unu angerellu; — 2. in intellessu metaforicu, cu espressione de desmerdare, in locu de amatu: de candu te ai dussu, baiatelle, n’amu mai pusu la gutu margelle. | BĂIEȚEL, s. m., diminutiv din băiat, 1. în înțeles propriu: are un băiețel frumos ca un îngerel; — 2. în înțeles metaforic, cu expresiune de dezmierdare, în loc de amat: de când te-ai dus, băiețele, n-am mai pus la gât mărgele. | KISFIÚ, hn., fiú kicsinyített alakja, 1. eredeti jelentéssel: olyan szép kisfia van, mint egy angyalka; — 2. metaforikus jelentéssel, dédelgetésképpen, szerető helyett: amióta elmentél, babám, nem tettem gyöngysort a nyakamba. |

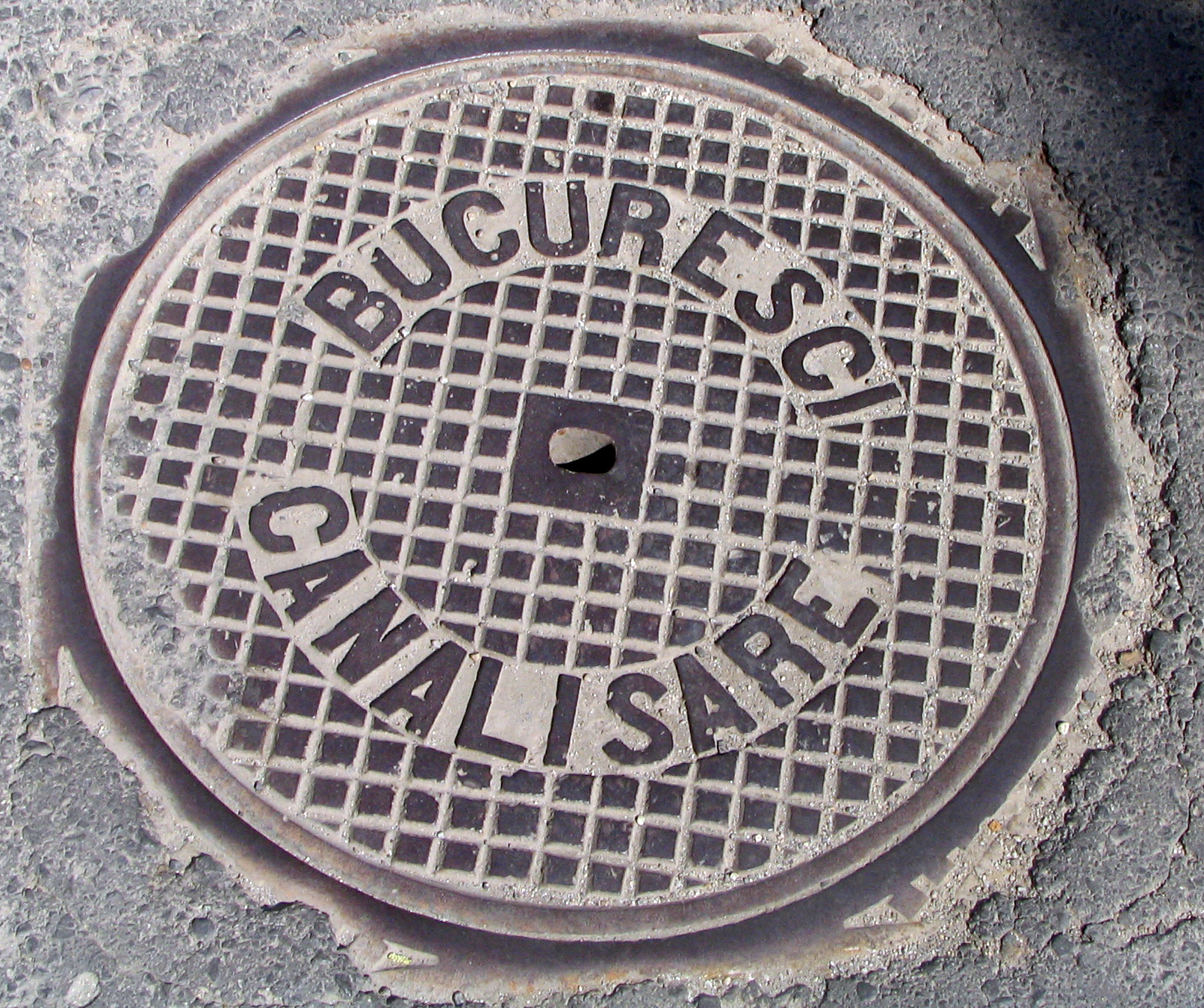
Bukaresti 1904 előtti csatornázási akna fedlapja. A mai felirata BUCUREȘTI CANALIZARE lenne

Heves vita folyt az etimológiai és a fonemikus elvű helyesírás elkötelezettjei között, amíg 1881-ben a Román Akadémia döntést nem hozott az utóbbi javára, azonban a vita nem szűnt meg, mivel fennmaradnak még etimológiai elemek ebben a helyesírásban.
Fontosabb helyesírás-reformokat 1904-ben, 1932-ben, 1953-ban, 1964-ben és 1993-ban alkalmaztak. Az utolsó kettőn kívül általában az egyszerűsítés irányába mentek.
A 20. század elején a helyesírást a következőképpen egyszerűsítették:
- Az /ɨ/ magánhangzó átírását â-re és î-re korlátozták, kiiktatva a etimológiai elv alapján addig használt ê-t és û-t.
- Az /ə/ magánhangzó átírására csak az ă-t alkalmazták az addig használt ĕ helyett is, mely a latin e-ből eredő /ə/-t írta át: împĕrat → împărat ’császár’.
- Elvetették a ˘ jelt a [j]-t és a [ʲ]-t átíró ĭ-ről (grecĭ → greci ’görögök’) és a [w]-t átíró ŭ-ról: noŭ → nou ’új’.
- Kiiktatták a ḑ-t is, mely a latin [d]-ből származó [z]-t írta át: ḑi → zi ’(naptári) nap’.

1953-ban kiiktatták az ábécéből az â betűt, majd 1964-ben újra alkalmazták, de csak a român szóban és ennek származékaiban. 1993-ban visszaállították az â-ra vonatkozó 1953 előtti szabályokat (lásd lentebb a Román helyesírás szakaszt).

## A román nyelv mai írása

### Latin ábécés írás
A román ábécé 31 betűből áll:
A a, Ă ă, Â â, B b, C c, D d, E e, F f, G g, H h, I i, Î î, J j, K k, L l, M m, N n, O o, P p, R r, S s, Ș ș, T t, Ț ț, U u, V v, X x, Z z.
A Q q, W w és Y y betűk nem tartoznak a román alapábécéhez; csak idegen eredetű nevekben és még meg nem honosodott idegen szavakban használják, mint például quasar, watt és yoga.
A betűk hivatalos neve változott az idő során. Ma az Akadémia több elnevezést fogad el. Egyes mássalhangzók nevének két változata van, másokénak három. Az egyik a latin ábécé betűinek általánosan ismert neve, ami a magyar nyelvben is használatos, például b (be), f (ef), a második „romános”, î-vel minden mássalhangzó után, például b (bî), f (fî). A betű előtti e-s mássalhangzók neve a mögöttük levő e-vel is elfogadott harmadik változatként. Ezek szerint a román ábécé betűinek nevei az alábbiak (a lista a q, w és y betűket is tartalmazza):
A [ʃ] hang (magyar átírása s) és a [t͡s] (magyar átírása c) helyesen Ș, illetve Ț, vesszővel alattuk, nem cédille-jel (¸). Az utóbbi a számítógépes írás bevezetésekor terjedt el, mivel a helyes betűk nem voltak meg a betűkészletekben. Utólag beiktatták őket az Akadémia kérésére az Unicode-ba, mégis olykor a Ş és a Ţ betűket használják.

### A betűk és betűcsoportok hangtani értéke
Betűk:
| Betű | IPA átírás                                                    | Leírás | Példa                                                         | Fordítás                                                      |
| ---- | ------------------------------------------------------------- | --- | ------------------------------------------------------------- | ------------------------------------------------------------- |
| a    | [a]                                                           | röviden ejtett „á” | ac                                                            | tű                                                            |
| ă    | [ə]                                                           | közepesen nyílt, középen képzett, ajakkerekítés nélküli magánhangzó, mint az angol about szó első magánhangzója                                  | ăsta                                                          | ez                                                            |
| â    | [ɨ]                                                           | zárt, középen képzett, ajakkerekítés nélküli magánhangzó, mint az orosz вы vagy a lengyel wy második hangzója – egyenlő hangtani értékű az î-vel | cântec                                                        | ének                                                          |
| b    | [b]                                                           | magyar b | bine                                                          | jól                                                           |
| c    | [k]                                                           | magyar k (kivéve e és i előtt) | cal                                                           | ló                                                            |
| d    | [d]                                                           | magyar d | da                                                            | igen                                                          |
| e    | [e]                                                           | általában magyar é-szerű hang, de rövid | elev                                                          | tanuló                                                        |
| e    | [e̯]                                                           | hangsúlytalanul a, o előtt félhangzó, a következő magánhangzóval egy szótagban kiejtett hang                                                     | deal                                                          | domb                                                          |
| e    | [je]                                                          | néhány szó elején magyar j + rövid é | este                                                          | van                                                           |
| e    | –                                                             | c, g és a között néma | ceas                                                          | óra                                                           |
| f    | [f]                                                           | magyar f | film                                                          | film                                                          |
| g    | [g]                                                           | magyar g (kivéve e és i előtt) | gol                                                           | üres                                                          |
| h    | [h]                                                           | magyar h | hotel                                                         | szálloda                                                      |
| i    | [i]                                                           | általában magyar i | idee                                                          | ötlet                                                         |
| i    | [j]                                                           | magánhangzók mellett hangsúlytalanul magyar j | ied                                                           | gida                                                          |
| i    | [ʲ]                                                           | magyar j szó végén, mássalhangzó után (például a kapj szóban)                                                                                    | lupi                                                          | farkasok                                                      |
| i    | –                                                             | c, g és o, u között néma | giuvaer                                                       | hamis ékszer                                                  |
| î    | [ɨ]                                                           | zárt, középen képzett, ajakkerekítés nélküli magánhangzó, mint az orosz вы vagy a lengyel wy második hangzója – egyenlő hangtani értékű az â-vel | înger                                                         | angyal                                                        |
| j    | [ʒ]                                                           | magyar zs | jar                                                           | parázs                                                        |
| k    | [k]                                                           | magyar k | kilogram                                                      | kiló                                                          |
| l    | [l]                                                           | magyar l | lat                                                           | széles                                                        |
| m    | [m]                                                           | magyar m | mal                                                           | part                                                          |
| n    | [n]                                                           | magyar n | nor                                                           | felhő                                                         |
| o    | [o]                                                           | magyar o | om                                                            | ember                                                         |
| o    | [o̯]                                                           | hangsúlytalanul a előtt félhangzó | coasă                                                         | kasza                                                         |
| o    | [w]                                                           | szó elején hangsúlytalanul a előtt félhangzó, mint az angol water első hangzója                                                                  | oameni                                                        | emberek                                                       |
| p    | [p]                                                           | magyar p | pilă                                                          | reszelő                                                       |
| q    | csak idegen szavakban, úgy kiejtve, ahogy az eredeti nyelvben | csak idegen szavakban, úgy kiejtve, ahogy az eredeti nyelvben                                                                                    | csak idegen szavakban, úgy kiejtve, ahogy az eredeti nyelvben | csak idegen szavakban, úgy kiejtve, ahogy az eredeti nyelvben |
| r    | [r]                                                           | magyar r | rar                                                           | ritka                                                         |
| s    | [s]                                                           | magyar sz | sac                                                           | zsák                                                          |
| ș    | [ʃ]                                                           | magyar s | șină                                                          | sín                                                           |
| t    | [t]                                                           | magyar t | talpă                                                         | talp                                                          |
| ț    | [t͡s]                                                          | magyar c | țel                                                           | cél                                                           |
| u    | [u]                                                           | magyar u | urs                                                           | medve                                                         |
| u    | [w]                                                           | hangsúlytalanul magánhangzó mellett félhangzó, mint az angol row utolsó hangzója                                                                 | nou                                                           | új                                                            |
| v    | [v]                                                           | magyar v | vin                                                           | bor                                                           |
| w    | csak idegen szavakban, úgy kiejtve, ahogy az eredeti nyelvben | csak idegen szavakban, úgy kiejtve, ahogy az eredeti nyelvben                                                                                    | csak idegen szavakban, úgy kiejtve, ahogy az eredeti nyelvben | csak idegen szavakban, úgy kiejtve, ahogy az eredeti nyelvben |
| x    | [ks]                                                          | magyar x a ’taxi’ szóban | taxi                                                          | taxi                                                          |
| x    | [gz]                                                          | szó eleji ex-ben magánhangzó előtt magyar gz | exact                                                         | egzakt                                                        |
| y    | csak idegen szavakban, úgy kiejtve, ahogy az eredeti nyelvben | csak idegen szavakban, úgy kiejtve, ahogy az eredeti nyelvben                                                                                    | csak idegen szavakban, úgy kiejtve, ahogy az eredeti nyelvben | csak idegen szavakban, úgy kiejtve, ahogy az eredeti nyelvben |
| z    | [z]                                                           | magyar z | zonă                                                          | zóna                                                          |

Betűcsoportok:
| Betűcsoport | IPA átírás | Magyar átírás | Példa   | Fordítás     |
| ----------- | ---------- | ------------- | ------- | ------------ |
| ce          | [t͡ʃe]      | csé           | cer     | ég(bolt)     |
| ci          | [t͡ʃi]      | csi           | cine    | ki(csoda)    |
| che         | [ke]       | ké            | chem    | hívok        |
| chi         | [ki]       | ki            | chin    | kín          |
| ge          | [d͡ʒe]      | dzsé          | ger     | fagy (főnév) |
| gi          | [d͡ʒi]      | dzsi          | ginere  | vő           |
| ghe         | [ge]       | gé            | ghem    | gombolyag    |
| ghi         | [gi]       | gi            | a ghici | kitalálni    |
| sce         | [ʃt͡ʃe]     | scsé          | scenă   | színpad      |

### A román helyesírás

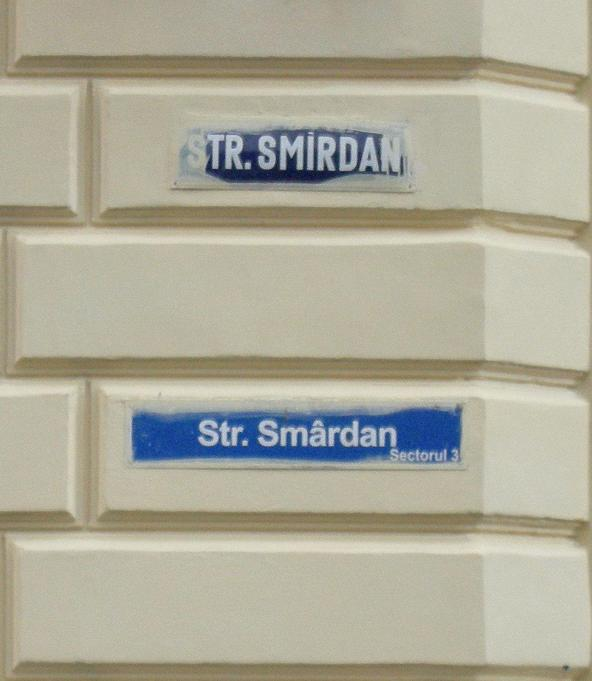
1993 előtti (a felső) és utáni (az alsó) utcanévtáblák

A román helyesírás nagyjából fonemikus. A kivételek az etimológiai elvnek és a morfémaörzés elvének tett engedményekből erednek.
A legszembetűnőbb kivétel az [ɨ] magánhangzó átírása két különböző betűvel: â és î. A mai szabály szerint az â-t szó belsejében kell használni (például român ’román’), az î-t pedig szó végén (például a coborî ’lemenni’) és szó elején (például a începe ’kezdeni’). Ez utóbbi esetben, ha a szó elejére prefixum kerül, az î marad (például a reîncepe ’újrakezdeni’). Ez a szabály kötelező a hivatalos dokumentumokban, és ezt tanítják az iskolákban, de ma is vita tárgya. Egyes nyelvészek, írók, újságírók, sajtótermékek, kiadók nem alkalmazzák. Igaz ugyan, hogy a szabálynak van részben etimológiai alapja, mivel sok esetben az â latin a-ból származik (pl. cantare > a cânta ’énekelni’), az î pedig szó eleji latin i-ből (in > în ’-ban/-ben’), de az érvek ellene egyrészt a helyesírás felesleges bonyolítására vonatkoznak, másrészt arra, hogy tudományosan nem megalapozott. George Pruteanu  nyelvész rámutat, hogy a szabályt az Akadémia olyan ülésén fogadták el, amelyen csak két nyelvész volt jelen, akik közül az egyik ellene szavazott, a másik meg tartózkodott a szavazástól. Ugyanakkor megjegyzi, hogy valójában semmi sem indokolja az â nem latin eredetű szavakban való használatát. Továbbá nem minden latin eredetű szóban az â a-ból származik (például ventus > vânt ’szél’, rivus > râu ’folyó’, fontana > fântână ’kút’, aduncum > adânc ’mély’). Ugyanakkor nem minden szókezdeti î származik i-ből (pl. angelus > înger ’angyal’). Más nyelvészek között, akik nem fogadják el ezt a szabályt, ott van Mioara Avram Romániában, és Ion Bărbuță Moldovában.
Más fontosabb eltérés a fonemikus írástól a szókezdeti [je] kettőshangzó olykori e átírása. Általában ezt ie-ként írják (például iepure ’nyúl’), de a eu ’én’, el (hímnemű ’ő’), ei (hímnemű ’ők’), ești ’(te) vagy’), este / e ’van’), eram, erai, era, erați, erau (az a fi ’lenni’ ige folyamatos múlt idő személyes alakjai) szavak az irodalmi hagyományt követik, habár [je]-nek ejtik az elejüket.
Idegenek számára az is nehézséget jelenthet, hogy a magánhangzók és a nekik megfelelő félhangzók nem különböznek írásban. Például azt írják, hogy creioane ’ceruzák’ és avioane ’repülőgépek’, de ezek kiejtése [kre.jo̯ane], illetve [a.vi.wane]. Ugyanez az esete a szóvégi i-nek, melyet [i]-nek ejtenek például mássalhangzó + r után (membri ’tagok’), de [j]-nek más esetekben, pl. liberi ’szabadok’.
A morfémaőrzés elve például a [ja] kettőshangzó az ea betűpárossal való átírásában (ia helyett) nyilvánul meg, azokban a szavakban, amelyekben [e] ~ [ja] váltakozás van a ragozásban: pl. creez ’alkotok’ ~ creează ’alkot’.
A hangsúly a szó akármelyik szótagjára eshet, de a szótárakon kívül nincs írásban megjelölve, csak nagyon ritkán, amikor fennáll a félreértés veszélye. Ilyen például a copii szó esete, amely ’másolatok’-at vagy ’gyerekek’-et jelent attól függően, hogy az első szótagon, illetve az utolsón van a hangsúly. Ezért, ha a szövegkörnyezet nem elég világos, a hangsúlyos magánhangzóra ékezetet tesznek, azaz a ’másolatok’ szót cópii-nak írják, a ’gyerekek’ szót pedig copíi-nak.

### Cirill ábécés írás
1924-ben, amikor a mai Moldovai Köztársaság az akkori Románia Besszarábia nevű tartománya volt, az akkori, a románok által Transznisztriának nevezett Moldáv Autonóm Szovjet Szocialista Köztársaságban, mely nagyjából a mai Dnyeszter Menti Köztársaságnak felel meg, a moldávnak nevezett román nyelv írására hivatalosan egy, az orosz ábécé alapján elkészített ábécét vezettek be. Ezt 1932-ig alkalmazták, akkor visszatértek a latin ábécére, majd 1938-ban újra bevezették. Ezt terjesztették ki a második világháború után az egész Moldáv Szovjet Szocialista Köztársaságra:
| Betűk            | A a | Б б | В в | Г г   | Д д | E e   | Ж ж | Ӂ ӂ | З з | И и | Й й | К к   | Л л | M м | Н н | O o | П п | Р р | C c | T т | У у | Ф ф | Х х | Ц ц | Ч ч | Ш ш | Ы ы  | Ь ь | Э э | Ю ю | Я я    |
| Latin megfelelők | a   | b   | v   | g, gh | d   | e, ie | j   | g   | z   | i   | i   | c, ch | l   | m   | n   | o   | p   | r   | s   | t   | u   | f   | h   | ț   | c   | ș   | â, î | i   | ă   | iu  | ia, ea |

1989-ben, amikor még szovjet Moldávia volt, és hivatalos nyelvét még moldávnak nevezték, az országban áttértek a latin ábécé használatára.
Transznisztriában, mely 1991-ben elszakadt Moldovától, a „moldáv” az egyik hivatalos nyelv, és a fenti cirill ábécével írják.